# 東木浦駅
東木浦駅（トンモクポえき）は、大韓民国全羅南道木浦市にかつて存在した韓国鉄道公社（KORAIL）の駅である。
駅出入口の幅が非常に狭い駅としても有名であった（約50cm）。
1980年代中盤の絶頂期には、木浦駅より1日の利用客数がはるかに多かったとされる。しかし1980年代後半から利用客が減少し、1989年に無配置簡易駅に格下げ、駅舎が撤去され、2003年12月9日に湖南線複線化により任城里~木浦間が市内を迂回するため地下化されたのに伴い、東木浦駅はルートから外れ廃駅となった。

## 利用可能な鉄道路線
- 韓国鉄道公社
  - 湖南線

## 歴史
- 1953年8月1日：配置簡易駅として営業開始[1]。
- 1970年9月20日：乙種乗車券発売所に指定（木浦駅管理）。
- 1973年1月1日：無配置簡易駅に格下げ[2]。
- 1977年5月16日：小貨物取扱中止[3]。
- 2003年12月9日：任城里~木浦間線路移設に伴い廃止[4]。

## 駅周辺
- 木浦市庁
- 木浦高等学校

## 隣の駅
韓国鉄道公社
湖南線
任城里駅 - 東木浦駅 - 木浦駅